# 400 mètres haies masculin aux Jeux olympiques d'été de 2012
Navigation
Pékin 2008 Rio 2016
L'épreuve du 400 mètres haies masculin aux Jeux olympiques de 2012 a lieu le 3 pour les séries, le 4 août pour les demi-finales et le 6 août pour la finale dans le Stade olympique de Londres.
Les limites de qualification étaient de 49 s 50 pour la limite A et de 49 s 80 pour la limite B.

## Records
Avant cette compétition, les records dans cette discipline étaient les suivants :
| Record du monde  | 46 s 78 | Kevin Young | États-Unis | 6 août 1992 | Barcelone |
| Record olympique | 46 s 78 | Kevin Young | États-Unis | 6 août 1992 | Barcelone |

## Médaillés
| Or            | Argent          | Bronze        |
| Félix Sánchez | Michael Tinsley | Javier Culson |

## Résultats

### Finale (6 août)
| Rang                                | Ligne | Athlète         | Nationalité            | Temps de réaction | Résultat | Notes |
| ----------------------------------- | ----- | --------------- | ---------------------- | ----------------- | -------- | ----- |
| Médaille d'or, Jeux olympiques      |       | Félix Sánchez   | République dominicaine | 0 s 158           | 47 s 63  | SB    |
| Médaille d'argent, Jeux olympiques  |       | Michael Tinsley | États-Unis             | 0 s 184           | 47 s 91  | PB    |
| Médaille de bronze, Jeux olympiques |       | Javier Culson   | Porto Rico             | 0 s 196           | 48 s 10  |       |
| 4                                   |       | David Greene    | Grande-Bretagne        | 0 s 150           | 48 s 24  |       |
| 5                                   |       | Angelo Taylor   | États-Unis             | 0 s 158           | 48 s 25  |       |
| 6                                   |       | Jehue Gordon    | Trinité-et-Tobago      | 0 s 165           | 48 s 86  |       |
| 7                                   |       | Leford Green    | Jamaïque               | 0 s 194           | 49 s 12  |       |
| 8                                   |       | Kerron Clement  | États-Unis             | 0 s 148           | 49 s 15  |       |

### Demi-finales (4 août)

#### Demi-finale 1
| Rang | Ligne | Athlète             | Nationalité            | Temps de réaction | Résultat | Notes |
| ---- | ----- | ------------------- | ---------------------- | ----------------- | -------- | ----- |
| 1    |       | Félix Sánchez       | République dominicaine | 0 s 175           | 47 s 76  | Q, SB |
| 2    |       | Jehue Gordon        | Trinité-et-Tobago      | 0 s 148           | 47 s 96  | Q, NR |
| 3    |       | Kerron Clement      | États-Unis             | 0 s 251           | 47 s 82  | q, SB |
| 4    |       | David Greene        | Grande-Bretagne        | 0 s 181           | 48 s 19  | q     |
| 5    |       | Mamadou Kasse Hanne | Sénégal                | 0 s 172           | 48 s 80  | PB    |
| 6    |       | Michaël Bultheel    | Belgique               | 0 s 147           | 49 s 10  | PB    |
| 7    |       | Eric Alejandro      | Porto Rico             | 0 s 186           | 49 s 15  | PB    |
| 8    |       | Kurt Couto          | Mozambique             | 0 s 179           | 51 s 55  |       |

#### Demi-finale 2
| Rang | Ligne | Athlète            | Nationalité     | Temps de réaction | Résultat | Notes |
| ---- | ----- | ------------------ | --------------- | ----------------- | -------- | ----- |
| 1    |       | Javier Culson      | Porto Rico      | 0 s 224           | 47 s 93  | Q     |
| 2    |       | Angelo Taylor      | États-Unis      | 0 s 165           | 47 s 95  | Q, SB |
| 3    |       | Omar Cisneros      | Cuba            | 0 s 239           | 48 s 23  | SB    |
| 4    |       | Emir Bekrić        | Serbie          | 0 s 204           | 49 s 62  |       |
| 5    |       | Kenneth Medwood    | Belize          | 0 s 175           | 49 s 87  |       |
| 6    |       | Stanislav Melnykov | Ukraine         | 0 s 182           | 50 s 19  |       |
| 7    |       | Tristan Thomas     | Australie       | 0 s 164           | 50 s 55  |       |
|      |       | Jack Green         | Grande-Bretagne | 0 s 194           | DNF      |       |

#### Demi-finale 3
| Rang | Ligne | Athlète                        | Nationalité     | Temps de réaction | Résultat | Notes |
| ---- | ----- | ------------------------------ | --------------- | ----------------- | -------- | ----- |
| 1    |       | Michael Tinsley                | États-Unis      | 0 s 179           | 48 s 18  | Q, SB |
| 2    |       | Leford Green                   | Jamaïque        | 0 s 176           | 48 s 61  | Q, SB |
| 3    |       | Brent LaRue                    | Slovénie        | 0 s 172           | 49 s 45  |       |
| 4    |       | Rhys Williams                  | Grande-Bretagne | 0 s 190           | 49 s 63  |       |
| 5    |       | Brendan Cole                   | Australie       | 0 s 178           | 49 s 65  |       |
| 6    |       | José Reynaldo Bencosme de Leon | Italie          | 0 s 205           | 50 s 07  |       |
| 7    |       | Amaurys R. Valle               | Cuba            | 0 s 162           | 50 s 48  |       |
|      |       | Amaechi Morton                 | Nigeria         | 0 s 231           | DQ       |       |

### Séries (3 août)

#### Série 1
| Rang | Ligne | Athlète            | Nationalité    | Temps de réaction | Résultat | Notes |
| ---- | ----- | ------------------ | -------------- | ----------------- | -------- | ----- |
| 1    |       | Amaurys R Valle    | Cuba           | 0 s 176           | 49 s 19  | Q, PB |
| 2    |       | Brendan Cole       | Australie      | 0 s 200           | 49 s 24  | Q, PB |
| 3    |       | Amaechi Morton     | Nigeria        | 0 s 295           | 49 s 34  | Q, SB |
| 4    |       | Kenneth Medwood    | Belize         | 0 s 190           | 49 s 78  | q     |
| 5    |       | Roxroy Cato        | Jamaïque       | 0 s 158           | 50 s 22  |       |
| 6    |       | Chen Chieh         | Taipei chinois | 0 s 187           | 50 s 27  |       |
| 7    |       | Li Zhilong         | Chine          | 0 s 146           | 50 s 36  |       |
|      |       | Takayuki Kishimoto | Japon          | 0 s 144           | DQ       |       |

#### Série 2
| Rang | Ligne | Athlète          | Nationalité            | Temps de réaction | Résultat | Notes |
| ---- | ----- | ---------------- | ---------------------- | ----------------- | -------- | ----- |
| 1    |       | Michael Tinsley  | États-Unis             | 0 s 185           | 49 s 13  | Q     |
| 2    |       | Leford Green     | Jamaïque               | 0 s 194           | 49 s 30  | Q     |
| 3    |       | Kurt Couto       | Mozambique             | 0 s 170           | 49 s 31  | Q     |
| 4    |       | Eric Alejandro   | Porto Rico             | 0 s 204           | 49 s 39  | q     |
| 5    |       | Rasmus Mägi      | Estonie                | 0 s 128           | 50 s 05  |       |
| 6    |       | Winder Cuevas    | République dominicaine | 0 s 184           | 50 s 15  | SB    |
|      |       | Akihiko Nakamura | Japon                  | 0 s 153           | DQ       |       |
|      |       | Kariem Hussein   | Suisse                 |                   | DNS      |       |

#### Série 3
| Rang | Ligne | Athlète                        | Nationalité     | Temps de réaction | Résultat | Notes |
| ---- | ----- | ------------------------------ | --------------- | ----------------- | -------- | ----- |
| 1    |       | David Greene                   | Grande-Bretagne | 0 s 167           | 48 s 98  | Q     |
| 2    |       | Emir Bekrić                    | Serbie          | 0 s 196           | 49 s 21  | Q, NR |
| 3    |       | José Reynaldo Bencosme de Leon | Italie          | 0 s 220           | 49 s 35  | Q     |
| 4    |       | Brent LaRue                    | Slovénie        | 0 s 182           | 49 s 38  | q, PB |
| 5    |       | Jamele Mason                   | Porto Rico      | 0 s 173           | 49 s 89  |       |
| 6    |       | Cheng Wen                      | Chine           | 0 s 176           | 50 s 38  |       |
| 7    |       | Vincent Kiplangat Kosgei       | Kenya           | 0 s 175           | 50 s 80  |       |
| 8    |       | Cornel Fredericks              | Afrique du Sud  | 0 s 162           | 52 s 29  |       |
|      |       | Lankantien Lamboni             | Togo            | 0 s 334           | DQ       |       |

#### Série 4
| Rang | Ligne | Athlète            | Nationalité     | Temps de réaction | Résultat | Notes |
| ---- | ----- | ------------------ | --------------- | ----------------- | -------- | ----- |
| 1    |       | Javier Culson      | Porto Rico      | 0 s 212           | 48 s 33  | Q     |
| 2    |       | Kerron Clement     | États-Unis      | 0 s 175           | 48 s 48  | Q, SB |
| 3    |       | Omar Cisneros      | Cuba            | 0 s 206           | 48 s 63  | Q, SB |
| 4    |       | Tristan Thomas     | Australie       | 0 s 152           | 49 s 13  | q, SB |
| 5    |       | Rhys Williams      | Grande-Bretagne | 0 s 217           | 49 s 17  | q, SB |
| 6    |       | Michael Bultheel   | Belgique        | 0 s 147           | 49 s 18  | q, PB |
| 7    |       | Viacheslav Sakaev  | Russie          | 0 s 181           | 50 s 36  |       |
| 8    |       | Jorge Paula        | Portugal        | 0 s 160           | 51 s 40  |       |
| 9    |       | Maoulida Daroueche | Comores         | 0 s 213           | 53 s 49  |       |

#### Série 5
| Rang | Ligne | Athlète              | Nationalité        | Temps de réaction | Résultat | Notes |
| ---- | ----- | -------------------- | ------------------ | ----------------- | -------- | ----- |
| 1    |       | Angelo Taylor        | États-Unis         | 0 s 187           | 49 s 29  | Q     |
| 2    |       | Jehue Gordon         | Trinité-et-Tobago  | 0 s 161           | 49 s 37  | Q     |
| 3    |       | Stanislav Melnykov   | Ukraine            | 0 s 196           | 50 s 13  | Q     |
| 4    |       | Silvio Schirrmeister | Allemagne          | 0 s 226           | 50 s 21  |       |
| 5    |       | Periklís Iakovákis   | Grèce              | 0 s 248           | 50 s 27  |       |
| 6    |       | L. J. van Zyl        | Afrique du Sud     | 0 s 173           | 50 s 31  |       |
| 7    |       | Josef Prorok         | République tchèque | 0 s 184           | 50 s 33  |       |
| 8    |       | Viktor Leptikov      | Kazakhstan         | 0 s 249           | 51 s 67  |       |

#### Série 6
| Rang | Ligne | Athlète             | Nationalité            | Temps de réaction | Résultat | Notes |
| ---- | ----- | ------------------- | ---------------------- | ----------------- | -------- | ----- |
| 1    |       | Félix Sánchez       | République dominicaine | 0 s 177           | 49 s 24  | Q     |
| 2    |       | Jack Green          | Grande-Bretagne        | 0 s 209           | 49 s 49  | Q     |
| 3    |       | Mamadou Kasse Hanne | Sénégal                | 0 s 262           | 49 s 63  | Q     |
| 4    |       | Tetsuya Tateno      | Japon                  | 0 s 168           | 49 s 95  |       |
| 5    |       | Josef Robertson     | Jamaïque               | 0 s 176           | 49 s 98  |       |
| 6    |       | Boniface Mucheru    | Kenya                  | 0 s 165           | 50 s 33  |       |
| 7    |       | Artem Dyatlov       | Ouzbékistan            | 0 s 185           | 51 s 55  |       |
| 8    |       | Andrés Silva        | Uruguay                | 0 s 195           | 53 s 38  |       |

## Légende
Records et Performances
- AR : Record continental (area record)
- CR : Record des championnats (championship record)
- MR : Record du meeting (meet record)
- NR : Record national (national record)
- OR : Record olympique (olympic record)
- PR : Record paralympique (paralympic record)
- PB : Record personnel (personal best)
- SB : Meilleure performance personnelle de la saison (season's best)
- WL : Meilleure performance mondiale de l'année (world leader)
- WJR : Record du monde junior (world junior record)
- WR : Record du monde (world record)

Circonstances et Conditions
- DNF : N'a pas terminé (did not finish)
- DNS : N'a pas pris le départ (did not start)
- DQ : Disqualification (disqualification)
- NM : Aucun essai valable enregistré (No Mark)
- Q : Qualifié « directement » au prochain tour (ou à la prochaine compétition), lors d'une compétition majeure, grâce au classement ou à la réalisation des minima (automatic qualifier)
- q : Qualifié au prochain tour (ou à la prochaine compétition), lors d'une compétition majeure, grâce au repêchage ou à la réalisation de l'une des meilleures performances parmi celles des « non qualifiés directement » (grâce au meilleur temps ou à la meilleure distance par exemple) (secondary qualifier)